# Jean-Pascal Curtillet
Jean-Pascal Denis Curtillet (21 de septiembre de 1942-6 de marzo de 2000) fue un deportista francés que compitió en natación, especialista en el estilo libre. Ganó dos medallas en el Campeonato Europeo de Natación de 1962.

## Palmarés internacional
| Campeonato Europeo | Campeonato Europeo | Campeonato Europeo | Campeonato Europeo |
| Año                | Lugar              | Medalla            | Prueba             |
| ------------------ | ------------------ | ------------------ | ------------------ |
| 1962               | Leipzig (RDA)      | Medalla de oro     | 4 × 100 m libre    |
| 1962               | Leipzig (RDA)      | Medalla de plata   | 4 × 200 m libre    |